# 国家法人説

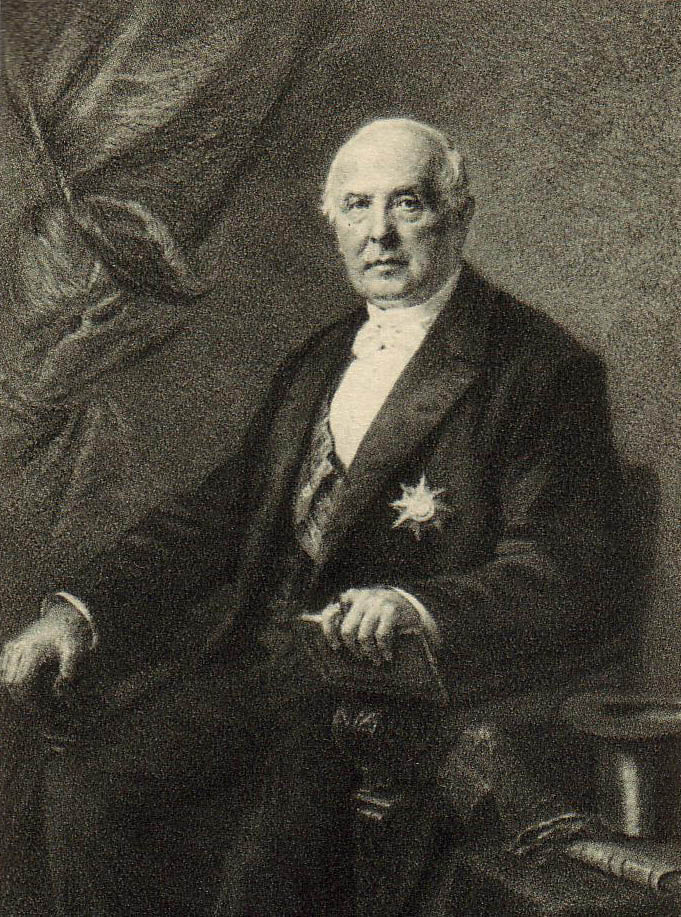
国家法人説を提唱したカール・フリードリヒ・フォン・ゲルバー

国家法人説（こっかほうじんせつ）とは、国家を法人とし、統治権は国家に帰属するものと考える学説のことである。19世紀のドイツにおいて、カジノ派に所属したヴィルヘルム・エドゥアルト・アルブレヒト、北ドイツ連邦文化大臣を務めたカール・フリードリヒ・フォン・ゲルバー、憲法学者パウル・ラーバント、公法学者のゲオルグ・イェリネックなどによって説かれた。日本では天皇機関説の基礎となった。

## 概説

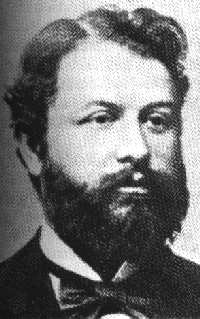
国家法人説を提唱したゲオルグ・イェリネック

この説においては、統治権という意味での主権は、君主ではなく国家に属し、君主は法人である国家の代表機関としてこれを行使することとなる。したがって、この説では国民の人格を否定し、国家の人格を主張する。また、法を超える権力は認めない。
この説では君主も国家に含まれるため、君主と人民の対立を回避でき、ブルジョワジーの担い手として登場した立憲君主制の観念として機能した。19世紀前半の国家法人説は主に君権を擁護するものだったため、その影響を受けた一木喜徳郎も天皇機関説を提唱しながら統治機関としての天皇の権力を重視した。一方でオットー・フォン・ビスマルク時代以降、ドイツでは君権がさらに強化され、公法学者のゲオルグ・イェリネックは国家法人説を君権強化への抵抗として提唱した。美濃部達吉や佐々木惣一の天皇機関説はイェリネックの学説の影響を受けたものだった。
日本の法学者糠塚康江によれば、現代では国家法人説を歴史的な学説として扱うか、国家の統治意思を決定する人物について言及していないことを批判することが学界の主流になっている。